# بليندا باور (كاتبة)
بليندا باور (بالإنجليزية: Belinda Bauer)‏ هي صحفية وكاتبة سيناريو وكاتِبة بريطانية، ولدت في 24 ديسمبر 1962 في إنجلترا في المملكة المتحدة.

## وصلات خارجية
- بليندا باور على موقع IMDb (الإنجليزية)